# Murina chrysochaetes
Murina chrysochaetes — вид ссавців родини лиликових. Назва виду походить з грецької мови й означає «золотисто-руда». 

## Опис
Кажан невеликого розміру, з загальною довжиною 68 мм, довжина передпліччя 27 мм, довжина хвоста 28 мм, довжина стопи 7 мм, довжина вух 11 мм і масою до 3 грамів.
Шерсть довга і тягнеться на крилах до висоти ліктів і колін. Загальне забарвлення тіла золотисте, з білими волосками на горлі. Морда має чорну маску навколо рота, щік, підборіддя й очей, вона вузька, витягнута, з виступаючими ніздрями. Очі дуже малі. Вуха круглі й добре відокремлені один від одного. Козелка вузькі й загострені. Крила прикріплені до задньої частини основи великого пальця. Ступні маленькі й покриті волосками. Хвіст довгий і включений повністю в широку хвостову мембрану, яка щільно покрита волоссям того ж кольору що на спині на дорсальній поверхні й рядами білих крапок, з кожної стирчить білувата щетина, на черевній поверхні. Калькар довгий.

## Проживання
Цей вид відомий тільки з одного дорослого самця захопленого в 2004 році в південній китайській провінції Гуансі

## Звички
Харчується комахами.